# Carlo Guido Mor
Carlo Guido Mor (Milano, 30 dicembre 1903 – Cividale del Friuli, 14 ottobre 1990) è stato uno storico italiano.

## Biografia
Laureatosi all'Università di Pavia, intraprese una lunga carriera universitaria, ricoprendo la carica di rettore all'Università di Modena e concludendo la sua carriera all'Università di Padova. Studioso dell'Alto Medioevo, indagò, soprattutto sotto l'aspetto giuridico, i rapporti fra Stato e Chiesa e le istituzioni longobarde, anche attraverso l'edizione di testi come Il libro di Ashburnham (Pavia, Tip. Cooperativa, 1930), gli Statuti della Valsesia del secolo XIV (Milano, Hoepli, 1932), le Carte valsesiane fino al secolo XV conservate negli archivi pubblici (Chieri, Tipografia M. Ghirardi, 1933), i due volumi degli Scritti giuridici preirneriani, (Milano, Vita e pensiero, 1935-1938).

## Opere principali
- Carte valsesiane fino al secolo XV conservate negli archivi pubblici, Biblioteca della Società Storica Subalpina (BSSS 124), 1933
- Storia della Università di Modena, Modena, Società Tipografica Modenese, 1953
- L'età feudale, 2 voll.,  Milano, Vallardi, 1952-1952
- I boschi patrimoniali del Patriarcato e di S. Marco in Carnia, Udine, Del Bianco, 1962
- Scritti di storia giuridica altomedievale, Pisa, Pacini, 1977